# Lary

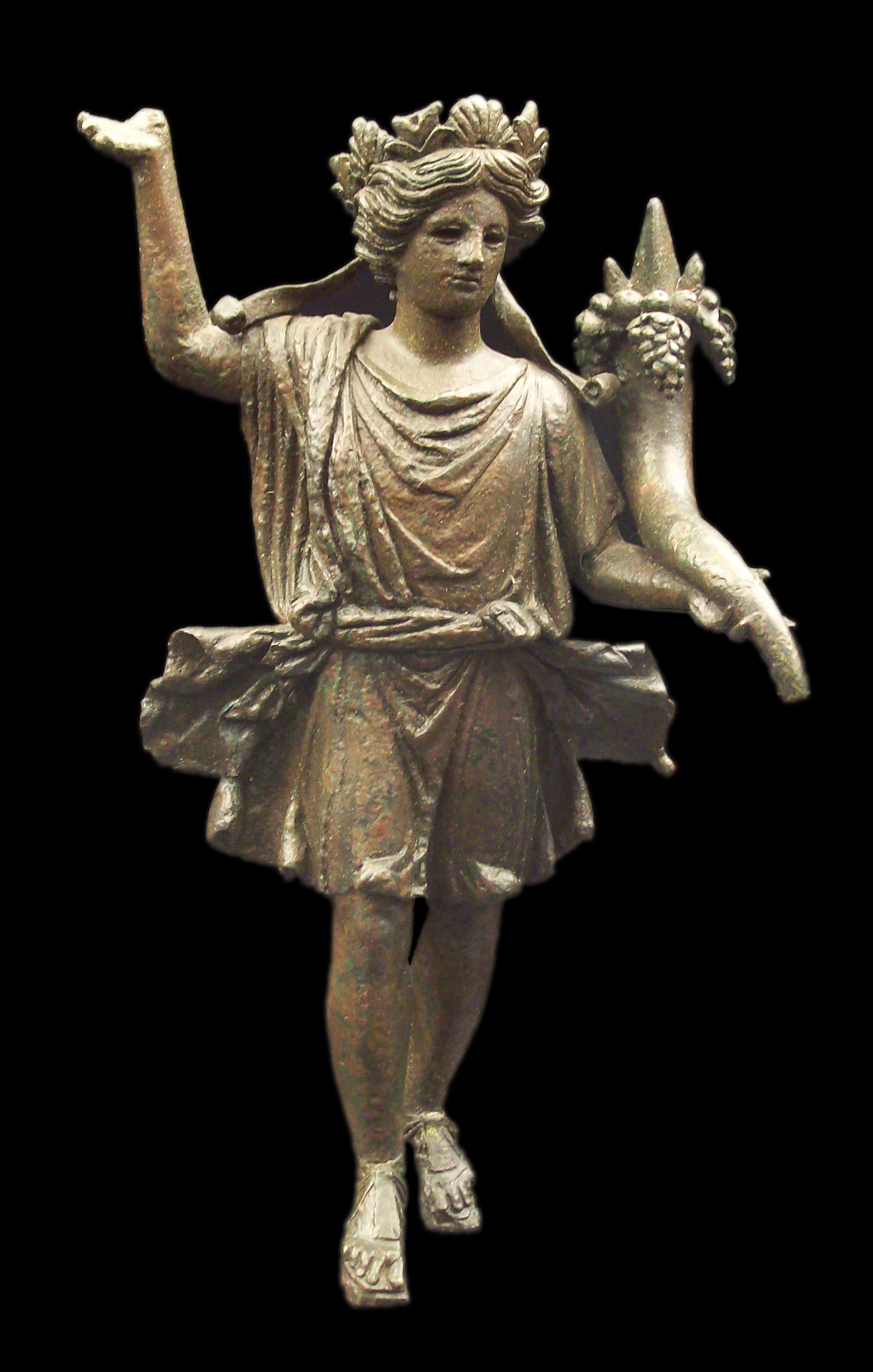
Lar familiaris – brązowa statuetka z Hiszpanii (I w. n.e.)

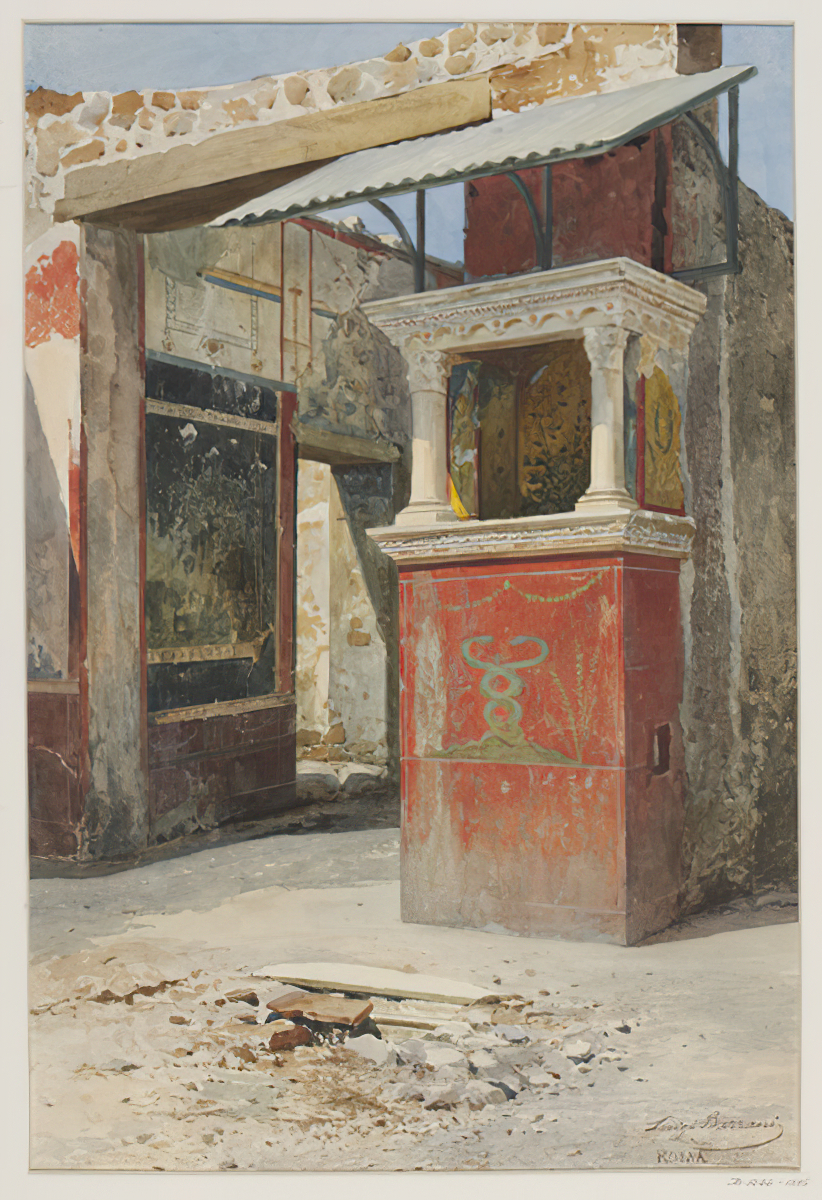
Lararium w zamożnym domu pompejańskim

Lary (łac. lares, genii loci, lp. odpowiednio: lar, genius loci) – dusze zmarłych, czczone w Rzymie jako chroniące przed nieszczęściami bóstwa opiekuńcze domu i sprawcy pomyślności. 
W kapliczkach (larariach) umieszczano ich statuetki, modlono się do nich i składano im ofiary. Z okazji wesela, urodzin lub rodzinnej uroczystości otrzymania przez chłopca bulli lub toga virilis, otwierano domowe kapliczki i składano larom ofiary z ciasta, wina, kadzidła, a całość zdobiono kwiatami. Przeciwieństwem larów były złe dusze – larwy (larvae).
Do najważniejszych należały Lares familiares opiekujące się rodziną i domem; w wierzeniach starożytnych Rzymian były to dusze zmarłych przodków, sprawujące pieczę nad żyjącymi krewnymi. Przedstawiano je jako młodzieńców trzymających rogi obfitości. Ich wizerunki znajdowały się przy ognisku domowym w atrium, w tzw. lararium, bądź w jadalni. Na wstępie posiłku składano im ofiarę z pokarmu, podobnie jak podczas wszelkich uroczystości domowych, a z okazji wyjazdu lub przyjazdu odprawiano do nich modły. 
Etymologia tego słowa pozostaje niejasna. Wyróżniano ogółem następujące odmiany larów:
- Lares familiares – opiekujące się pozostałymi przy życiu członkami rodziny:
  - Lares rurales – sprawujące opiekę nad członkami rodziny na polu
  - Lares permarini – sprawujące opiekę w zagrodzie, za granicą, na morzu
  - Lares militares – zapewniające opiekę na lądzie, w wojsku i podczas podróży
- Lares publici – lary publiczne:
  - Lares urbani – sprawujące opiekę nad całym miastem
  - Lares praestites – opiekujące się całym państwem
  - Lares viales – opiekunowie dróg publicznych
  - Lares compitales – opiekunowie dróg i ścieżek
  - Lares Augusti – czczone wraz z geniuszem Augusta

Czczono je składaniem ofiar podczas obchodzonych 23 grudnia Larentaliów (Larentinaliów), wywodzących się z dawniejszych kultów i tradycji.